# Léon Abel Provancher
Léon Abel Provancher (Bécancour, 10 de março 1820 — Quebec, 23 de março de 1892) foi um  naturalista e pároco católico canadense. Ele é chamado de "Pai da História Natural do Canadá.

## Vida
Provancher estudou no Colégio e Seminário de Nicolet e foi ordenado em 12 de setembro de 1844. Organizou duas peregrinações a Jerusalém, uma das quais conduziu pessoalmente. Em 1865 ele fundou em sua paróquia de Portneuf uma confraria da Ordem Terceira de São Francisco. Ele promoveu a Ordem Terceira em seus escritos. Durante dois anos, ele editou uma resenha, na qual publicava quase todos os meses um artigo sobre a Ordem Terceira, ou respondia a perguntas pertinentes.
Desde a infância ele tinha um amor especial pelo estudo da natureza e todo o tempo que podia dispensar de suas tarefas pastorais era dedicado ao estudo e descrição da fauna e da flora do Canadá. Provancher especializado em botânica e entomologia. Ele começou na arte da enxertia e começou a coletar moluscos. A coleção de espécimes e escritos de Léon-Provancher constitui as coleções mais completas e mais bem preservadas dos naturalistas norte-americanos do século XIX.

## Trabalhos

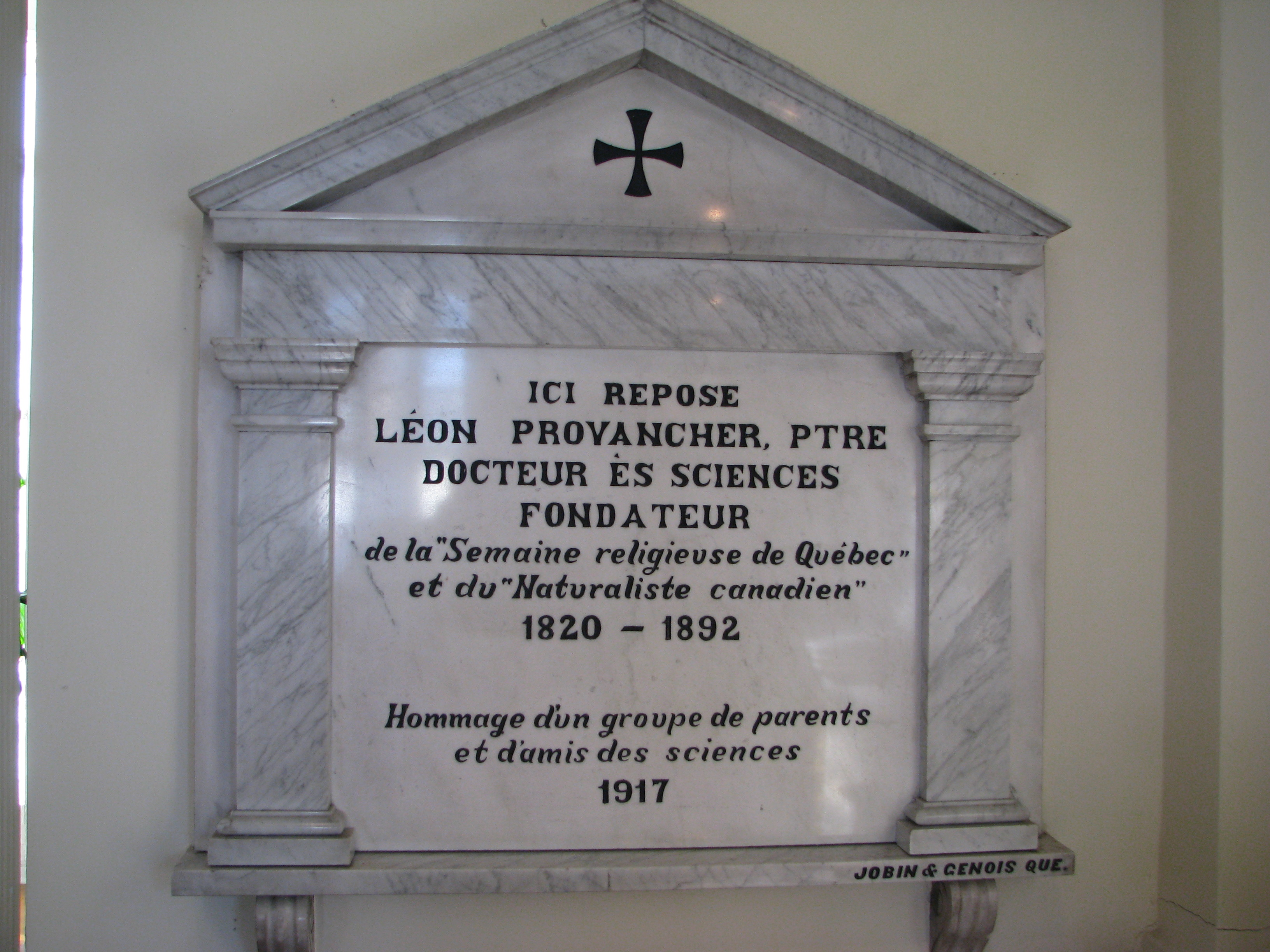
Monumento funerário de Léon Provancher, Cap-Rouge

Em 1868 fundou o Naturaliste Canadien, publicação mensal que editou durante vinte anos, e de 1869 até a sua morte dedicou-se quase exclusivamente ao trabalho científico.
Entre seus principais escritos estão:
- "Traité élémentaire de Botanique" (Quebec, 1858)
- "Flore canadienne" (2 vols., Quebec, 1862)
- "Le Verger Canadien" (Quebec, 1862); "Le Verger, le Potager et le Parterre" (Quebec, 1874)
- "Faune entomologique du Canada" (3 vols., 1877-90)
- "De Québec à Jérusalem" (1884)
- "Une Excursion aux Climats tropicaux" (1890)
- "Les Mollusques de la Province de Québec".